# Рандолф Брезник
Рандолф Джеймс Брезник (на английски: Randolph James Bresnik) e американски тест пилот и астронавт на НАСА, участник в един космически полет.

## Образование
Рандолф Брезник завършва колежа Santa Monica High School в Санта Моника, Калифорния през 1985 г. През 1989 г. завършва Военен колеж в Чарлстън, Южна Каролина с бакалавърска степен по математика. През 2002 г. става магистър по авиационни системи в щатския университет на Тенеси. През 2008 г. завършва генералщабния колеж на USAF в абиобазата Максуел, Монтгомъри, Алабама.

## Военна кариера
Рандолф Брезник постъпва на активна военна служба в USMC през май 1989 г. Преминава курс на обучение за морски летец в авиобазата Пенсакола, Флорида. През 1992 г. става пилот на F-18 Хорнет. Зачислен е в бойна ескадрила 106 (VFA-106) на морската пехота. След това служи в бойна ескадрила 212 (VMFA-212), базирана в Хавай. Завършва школата в Мирамар, Калифорния, по-известна като ТОП ГЪН АКАДЕМИ. През декември 1999 г. завършва школа за тест пилоти в Мериленд. През януари 2001 г. става инструктор на изтребител F-18 Хорнет. През януари 2003 г. в състава на бойна ескадрила 232 (VMFA-232) от 11-а въздушна група на USMC заминава за Кувейт. Взема участие в операция Свобода за Ирак. След края на военните действия е инструктор по бойна практика на реактивни самолети в бойната ескадрила 232 (VMFA-232).

## Служба в НАСА
Рандолф Брезник е избран за астронавт от НАСА на 6 май 2004 г., Астронавтска група №19. През февруари 2006 г. завършва общия курс на подготовка. Взема участие в един космически полет. Има в актива си две космически разходки с обща продължителност 11 часа и 50 минути.

## Полет
Рандолф Брезник лети в космоса като член на екипажа на една мисия:
| Космически полет на Рандолф Джеймс Брезник                       | Космически полет на Рандолф Джеймс Брезник | Космически полет на Рандолф Джеймс Брезник | Космически полет на Рандолф Джеймс Брезник | Космически полет на Рандолф Джеймс Брезник | Космически полет на Рандолф Джеймс Брезник | Космически полет на Рандолф Джеймс Брезник |
| №                                                                | Дата                                       | КК                                         | Емблема на мисията                         | Функции                                    | Продължителност                            |                                            |
| ---------------------------------------------------------------- | ------------------------------------------ | ------------------------------------------ | ------------------------------------------ | ------------------------------------------ | ------------------------------------------ | ------------------------------------------ |
| 1                                                                | 16 ноември 2009                            | „Атлантис“, мисия STS-129                  |                                            | Специалист на мисията                      | 10 денонощия 19 часа 16 мин. 13 сек.       |                                            |
| Сумарно време в космоса – 10 денонощия 19 часа 16 минути 13 сек. |                                            |                                            |                                            |                                            |                                            |                                            |

## Награди
- Медал за похвална служба;
- Медал за похвала;
- Въздушен медал (3);
- Медал за похвала на USMC (3);
- Медал за постижения на USMC (3);
- Почетен знак на Президента на САЩ.